# インカリールの戦い
インカリールの戦いは、マリ北部紛争中の2013年2月22日にマリ共和国キダル州テッサリト圏にあるアルジェリアと国境を接する村インカリール（fr:In Khalil）で発生した武装勢力どうしの戦闘で、最終局面でフランス軍が介入する。

## 経過
2013年2月22日、テッサリト（fr:Tessalit）に近い国境の村インカリールにてMUJAOは自爆攻撃を敢行する。2人の自爆攻撃員はMNLA戦闘員3人を殺害する。他に4人が重症を負い、車両3台が破壊される。これに対しMNLAはMUJAOを批難する。翌日、MUJAOのスポークスマンは声明を出し前日の攻撃を認め、無神論者に対して聖戦を続行すると表明する。
2月23日朝、イスラム戦闘員達はインカリールに配置されていたMNLA部隊を攻撃する。攻撃部隊はオマル・ウルド・ハマハの統制下にあるとされ、多数の車両が町の北西部と北東部から攻撃を仕掛ける。MNLAの公式発表ではMUJAOの攻撃に対して主導権を握ったとしている。アザワド・アラブ運動の代表の一人が述べる所では、この攻撃に加わっていたとされる。
この運動は4時間にわたって受けたインカリールでの攻撃について、MNLAによるアラブ人への報復であると主張した。これらトゥアレグ人戦闘員はアラブ人の車両の全てを押収し、取引を無効にし、そして女性を強姦した、としている。MAAはMNLAとの交渉が決裂し、運動はマリ北部での大規模自治体を求めており「テロリズムをはじめ、麻薬密売や組織犯罪に対してフランスと共闘する」と明言している。
攻撃側は数十、おそらく車両30台程度の規模であると推定される。午後にはMAAは村を制圧したとしたが、しかし、MNLAも「我が軍はインカリール北西部10㎞地点でイスラム戦闘員を撃退した」として勝利宣言している。MAAのブーバカル・ウルド・ターレブ（Boubacar Ould Taleb）によれば、戦闘は午後まで続き「減殺」されたとしている。
その後MNLAは、MUJAO、MAA、そしてアンサール・アル＝シャリーアを相手に戦いを継続し、午後終わり頃に戦闘が終結したと言明する。MNLAのスポークスマンは「アザワド・アラブ運動は僅かな間だけその姿を表しており、その後すぐに消えた。攻撃を指示した幹部の中でその名が最初に挙がったのはMUJAOのナンバーツーであるオマール・ウルド・ハマハで、事態の最後に至りフランス軍が介入した」と伝えた。
MAAも平穏を取り戻したことを認め、「フランス軍機はアルジェリア国境9kmの地点、インカリールで我らの車の内1台を爆撃した」とフランス軍機の介入を批難する。マリの治安当局筋でも「インカリールにあった車両がフランス軍機によって破壊された」と明言する。
戦闘は2月23日午後に終結するも、両勢力はお互いに勝利宣言しインカリールの支配権を主張する。車列の内、一つはアルジェリアに向けて撤退している。
翌日、MAAの拠点イン＝ファラー（In-Farah）がフランス軍機よって爆撃される。MAAのブーバカル・ウルド・ターレブは「何故フランスは我らを攻撃するのか？何故MNLAに利することをするのか？」と、この攻撃を批難した。彼はこの空爆で兵士4人が負傷し、車両5台が破壊された述べている。

## 損失
MNLAのモハメド・イブラヒム・アッサラー（Mohamed Ibrahim Ag Assaleh）は「彼らが位置していた付近で、我が軍はイスラム戦闘員の焼死体と破壊された車両の残骸を発見した。（中略）我々は一人の犠牲者もでなかった。神よ、あなたに感謝する」と述べた。彼は死者以外についても語り、トゥアレグ人9人を拘束し、この内6人がMUJAO戦闘員と目され、残り3人はアンサール・アル＝シャリーア戦闘員と見られる。